# Radio Good Morning Deutschland
Radio Good Morning Deutschland ist ein multikulturelles kommunales Internetradioprojekt aus Deutschland, das in den Sprachen Arabisch, Farsi, Deutsch und Englisch sendet. Es ging am 1. Mai 2016 erstmals auf Sendung. Im Jahr 2017 sendete das Radio aus Studios in Frankfurt am Main und Stuttgart.

## Programm
Das Radio produziert verschiedene Hörfunkformate mit Musiksendungen u. a. auch Live-Musik sowie Talksendungen mit Gästen aus Kultur und Politik.
Zusammen mit Frankfurter Kultur- und Bildungsinstitutionen moderiert Radio Good Morning Deutschland Veranstaltungen wie die Vernissage der McDonald’s Radio University des japanischen Konzeptkünstlers Akira Takayama am Künstlerhaus Mousonturm oder des ersten Anne Frank-Tags der Stadt Frankfurt und der Bildungsstätte Anne Frank am 12. Juni 2017.

## Geschichte
Radio Good Morning Deutschland wurde als künstlerisches Projekt von und für Flüchtlinge von dem Komponisten Hannes Seidl in Zusammenarbeit mit den Donaueschinger Musiktagen, dem Künstlerhaus Mousonturm in Frankfurt am Main, dem Amt für Multikulturelle Zusammenarbeit der Stadt Frankfurt, der Hochschule für Musik und Darstellende Kunst Stuttgart und weiteren Kooperationspartnern initiiert. Der Name „Good Morning Deutschland“ bezieht sich nach Seidls Aussage auf den Film „Good Morning, Vietnam“, da auch in diesem Film Radio als Medium dafür eingesetzt wird, trotz Schwierigkeiten und Gegensätzen ein Gemeinschaftsgefühl herzustellen.
Good Morning Deutschland sendete von Mai bis Oktober 2016 aus drei lokalen Studios in Donaueschingen, Stuttgart und Frankfurt am Main dreimal wöchentlich jeweils von 17 bis 20 Uhr im Livestream, so wie 24/7 mit Musik und Wiederholungen der Sendungen. Das Projekt war bis Ende Oktober finanziert und betreut.
Seit Oktober 2016 ist das Radioprojekt in Trägerschaft des gemeinnützigen Vereins Offenes Haus der Kulturen e. V. im Studierendenhaus der Johann Wolfgang Goethe-Universität Frankfurt am Main.

## Bilder

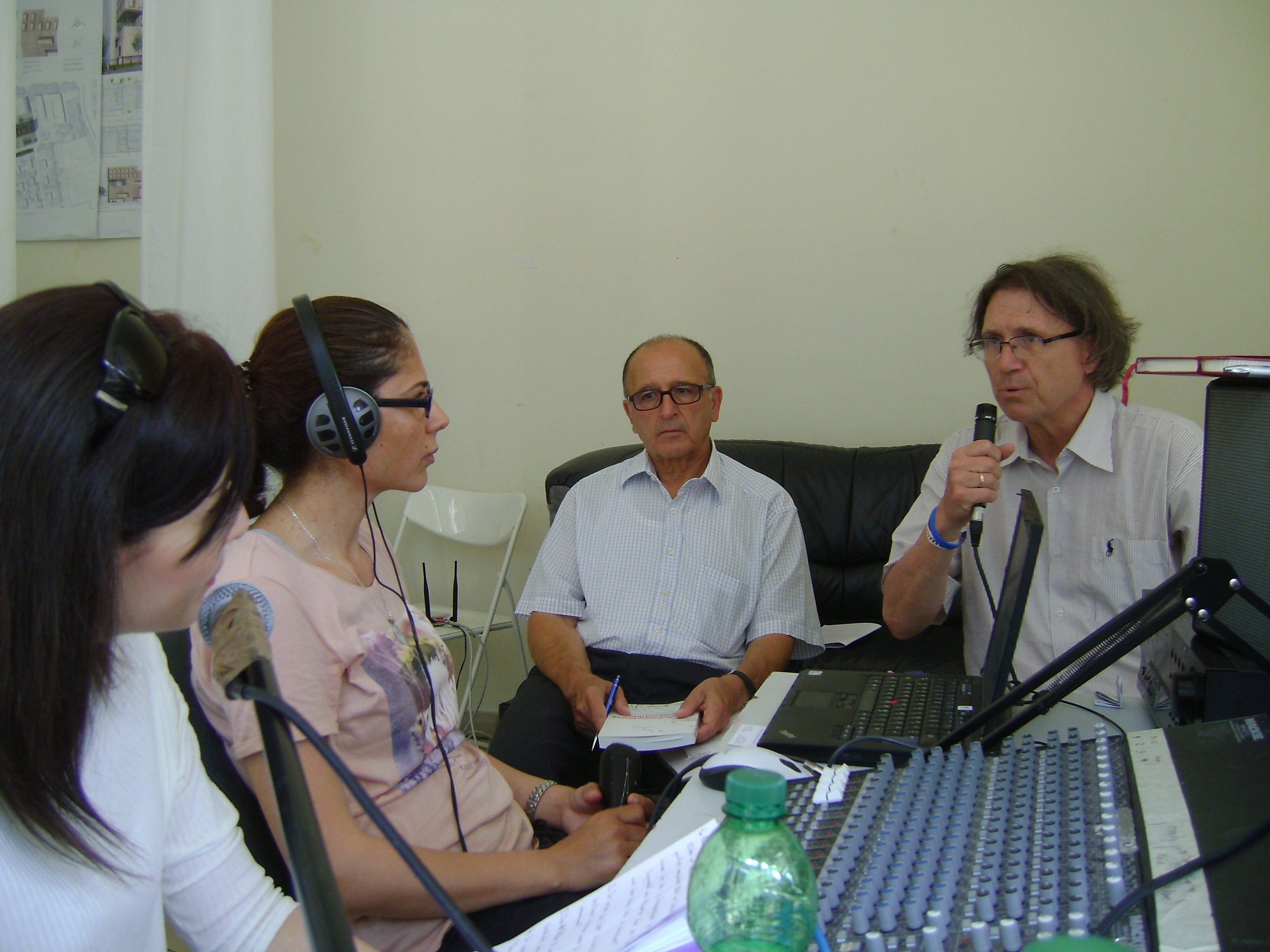
Erhard Brunn (rechts) live im Frankfurter Studio von Radio Good Morning Deutschland
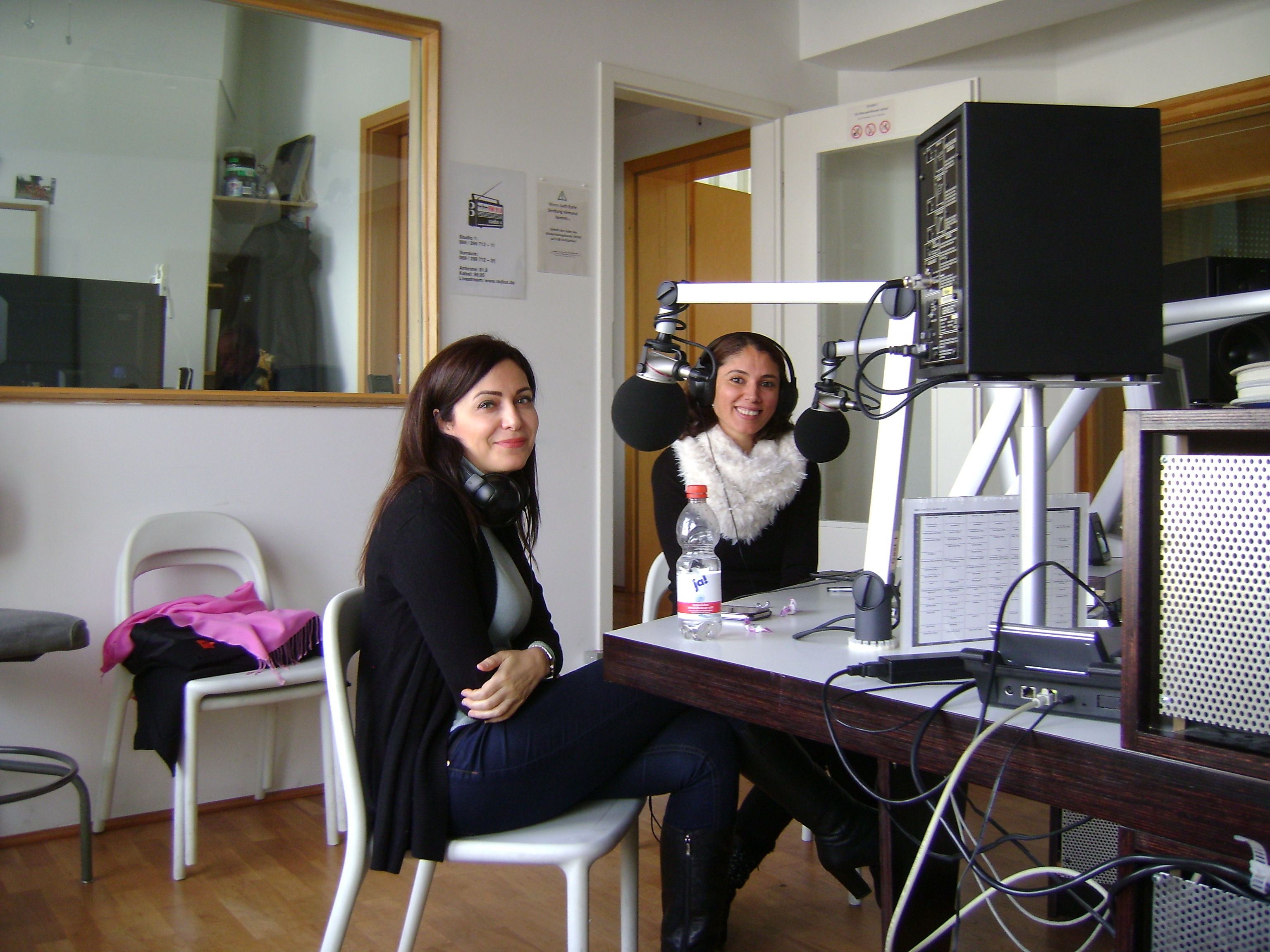
Redakteurinnen Ruba Alkudsi und Maysoun I. H. Abuzugheib im Studio von Radio X in Frankfurt
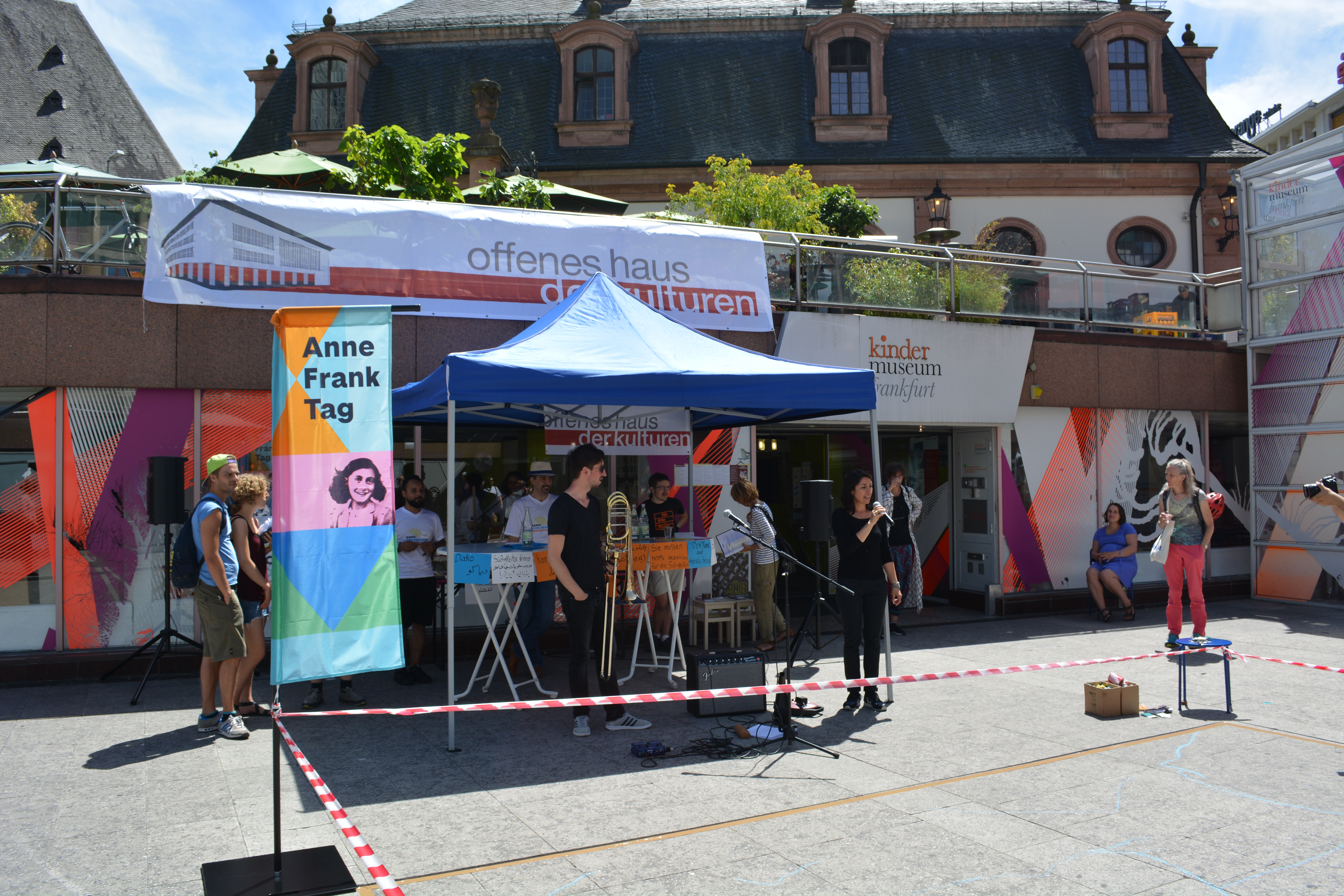
Radio-Studio mit Live-Musik auf dem ersten Anne-Frank-Tag der Stadt Frankfurt im Kindermuseum Frankfurt an der Hauptwache
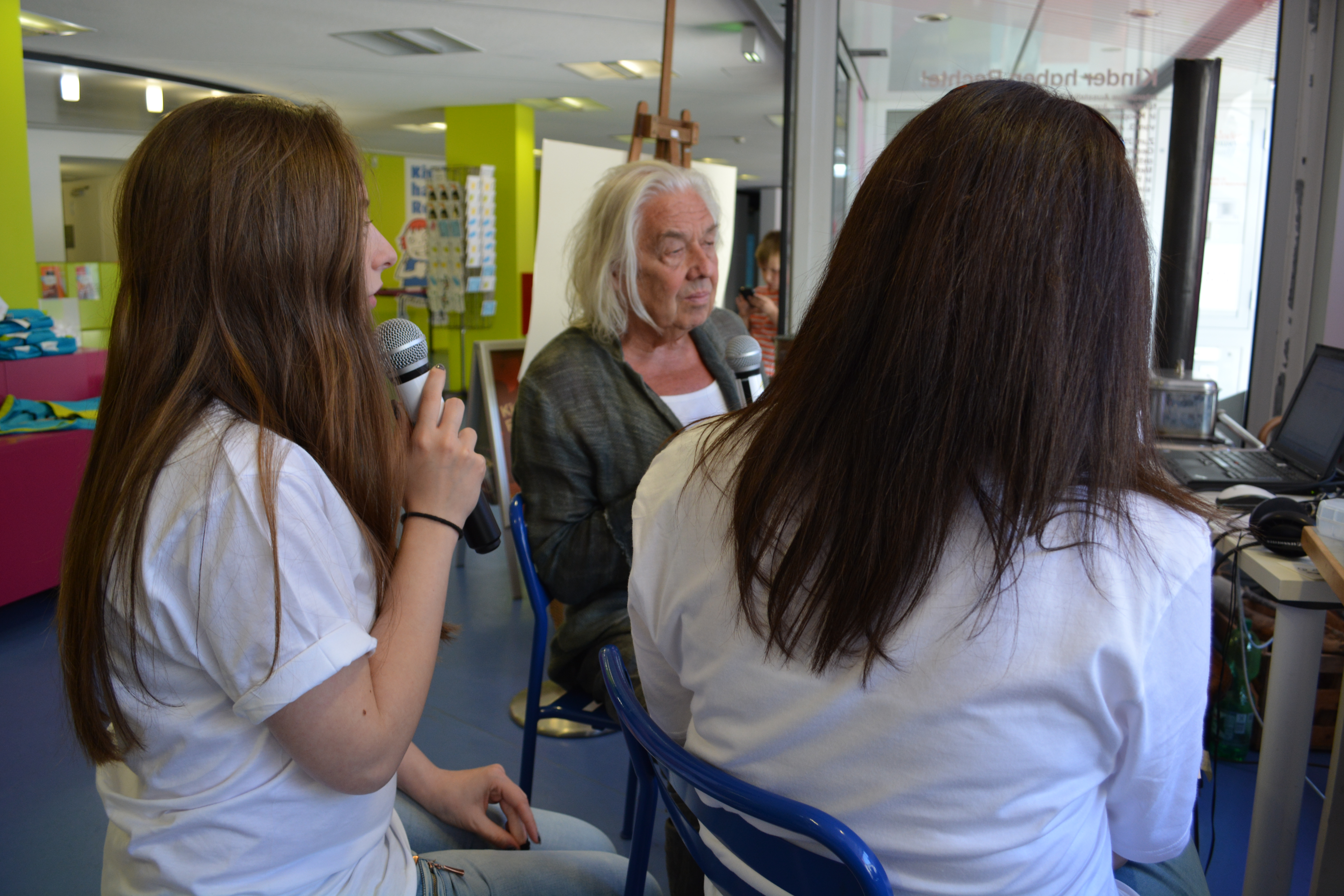
Der Frankfurter Theaterregisseur Willy Praml im Studio auf dem ersten Anne-Frank-Tag
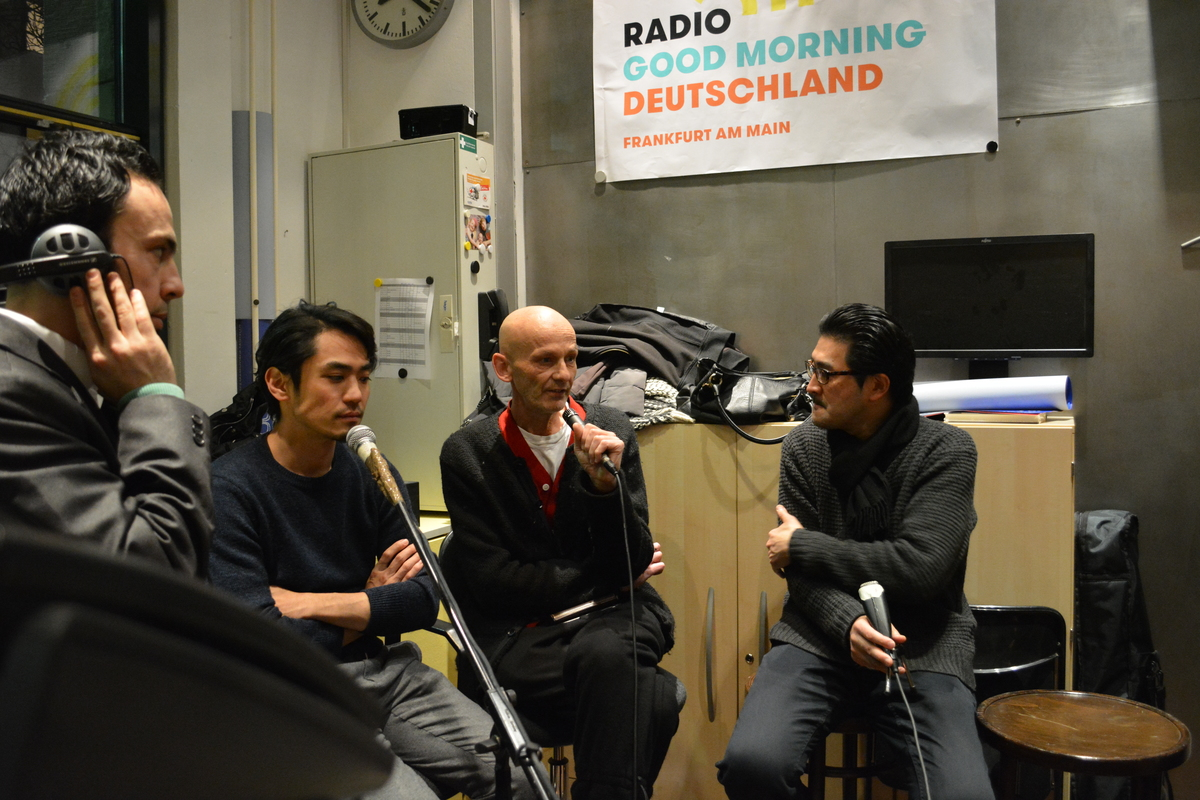
Akira Takayama, Johan Bettum (Städelschule) und Keigo Kobayashi (v. r. n. l.) im Künstlerhaus Mousonturm
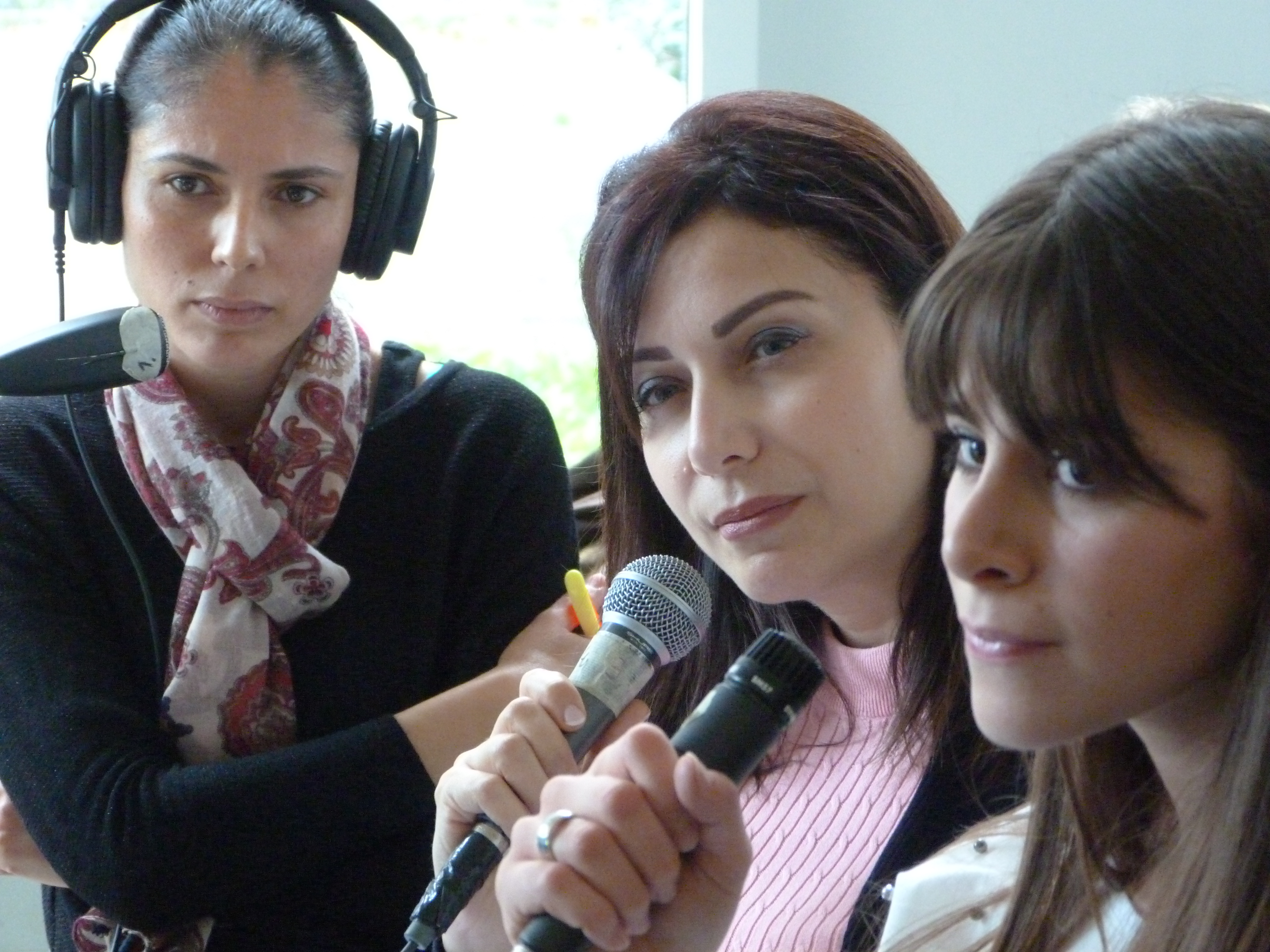
Redakteurinnen Maysoun I. H. Abuzugheib, Ruba Alkudsi und Yara Abbass